# SS City of Benares
Le SS City of Benares est un paquebot transatlantique et navire de la compagnie Ellerman Lines. Pendant la Seconde Guerre mondiale, il sert à l'évacuation de 90 enfants du Royaume-Uni au Canada. Le navire est torpillé en septembre 1940 par le sous-marin allemand U-48 avec de lourdes pertes en vies humaines, notamment la mort de 77 des enfants évacués. Le naufrage provoque une telle indignation publique en Grande-Bretagne qu'il conduit Winston Churchill à annuler le projet du Children's Overseas Reception Board (CORB) d'envoyer les enfants britanniques menacés par le Blitz à l'étranger.

## Histoire
Son voyage inaugural est pour Bombay le 7 décembre 1936. Il est géré par City Line Ltd pour le compte de son propriétaire, Ellerman Lines Ltd.
Le City of Benares fait partie du convoi OB-213 et sert dans le cadre du programme d'évacuation à l'étranger organisé par le CORB. Il transporte 90 enfants du Royaume-Uni au Canada. Mary Cornish, une pianiste classique, s'est portée volontaire pour les accompagner. Il y a aussi comme passagers célèbres James Baldwin-Webb, Rudolf Olden, Ruby Grierson, Anthony Quinton adolescent de 15 ans avec sa mère, Monika Mann et son mari l'historien Jenő Lányi, le syndicaliste William Golightly, le diplomate polonais Zygmunt Graliński. Le navire quitte Liverpool le 13 septembre 1940, à destination des ports canadiens de Québec et de Montréal, sous le commandement de son capitaine, Landles Nicoll. Il est le navire amiral du convoi et le premier navire dans la colonne centrale.
Tard dans la soirée du 17 septembre, le City of Benares est repéré par l'U-48, commandé par le Kapitänleutnant Heinrich Bleichrodt, qui tire deux torpilles en sa direction à 23 h 45. Les deux torpilles manquent et à 0 h 1 le 18 septembre, l'U-boot tire une autre torpille sur elle. La torpille le frappe à la poupe, le faisant couler en 30 minutes, à 253 miles à l'ouest-sud-ouest de Rockall.

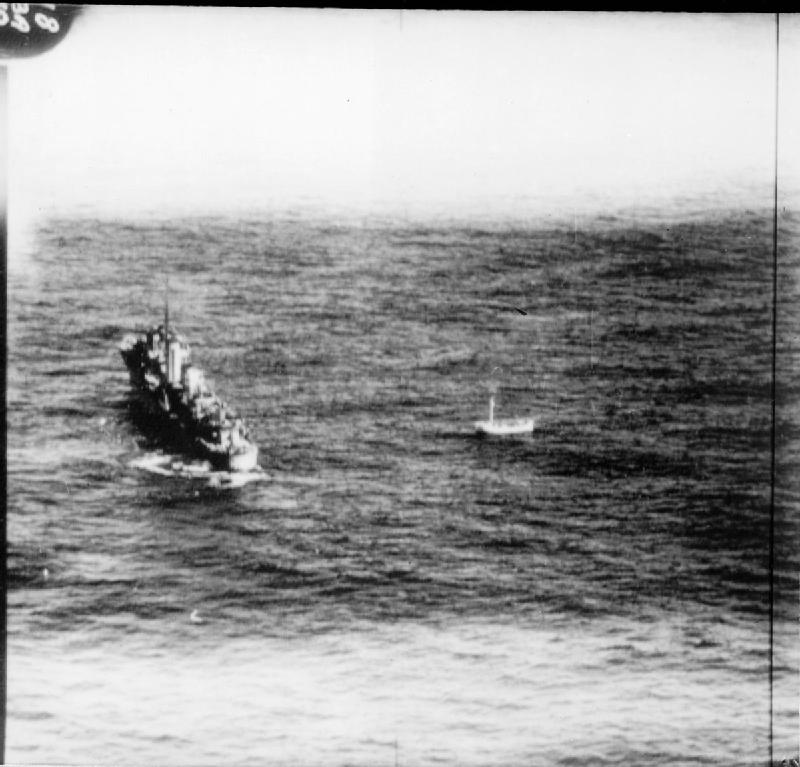
Le HMS Anthony portant secours à un canot de sauvetage du City of Benares.

Quinze minutes après la frappe, le navire est abandonné, bien qu'il y ait eu des difficultés à abaisser les canots de sauvetage. Le HMS Hurricane arrive sur les lieux 24 heures plus tard, récupère 105 survivants et les débarque à Greenock. Lors de l'attaque du navire, le SS Marina est également torpillé. L’Hurricane compte par erreur l'un des canots de sauvetage du Marina pour l'un des canots de sauvetage du City of Benares. Cela a pour conséquence que le canot de sauvetage 12 reste en mer. Ses passagers ont trois semaines de vivres mais suffisamment d'eau pour une semaine seulement. Dans l'embarcation de sauvetage se trouvent environ 30 membres d'équipage indiens, un marchand polonais, plusieurs marins, Mary Cornish, le père Rory O'Sullivan (un prêtre catholique romain qui s'est porté volontaire pour escorter les enfants évacués) et six garçons du programme CORB. Ils passent huit jours dans l'océan Atlantique avant d'être aperçus et secourus par le HMS Anthony. En fin de compte, sur les 90 enfants, 73 sont morts dans les canots de sauvetage ou portés disparus, présumés perdus en mer. 80 des 100 enfants à bord sont tués dans l'attaque.

## Épilogue
Au total, 260 des 407 personnes à bord sont perdues. Il y a le capitaine, le commodore, trois membres du personnel, 121 membres d'équipage et 134 passagers. Sur les 134 passagers, 77 sont des enfants évacués. Seuls 13 des 90 enfants passagers évacués à bord survivent au naufrage.
Le naufrage fait l'objet d'une controverse, les puissances alliées critiquent les actions « barbares » des Allemands, et il y a une vague de sympathie et de soutien pour ceux qui ont perdu des enfants dans le naufrage. Les Allemands défendent l'attaque comme étant une cible militaire légitime et insistent sur le fait que le gouvernement britannique a permis aux enfants de voyager sur de tels navires dans des zones de guerre alors que le gouvernement allemand avait émis des avertissements répétés. Ils affirment que Baldwin-Webb et Olden se rendaient en Amérique dans le but de persuader les États-Unis d'entrer en guerre et que le City of Benares servirait pour transporter du matériel de guerre en Grande-Bretagne lors du voyage de retour.
L'avenir du CORB était déjà remis en question après le torpillage d'un navire d'évacuation, le SS Volendam, par l'U-60 deux semaines plus tôt. 320 enfants étaient à bord, mais tous furent secourus par d'autres navires. Les directeurs du CORB espéraient que le programme pourrait être poursuivi et ont présenté un rapport sur le naufrage qui faisait des recommandations pour les opérations futures, qui comprenaient l'utilisation de transports et d'escortes plus rapides sur les routes de l'Atlantique Nord, et la concentration du programme d'évacuation. sur les routes vers l'Australie, l'Inde et l'Afrique du Sud, où le temps était meilleur et où il y avait moins de sous-marins ennemis. L'Amirauté a souligné que les escortes rapides et les navires disponibles étaient insuffisants et que l'opinion publique était opposée à la poursuite de l'évacuation outre-mer, craignant de nouvelles tragédies. Winston Churchill s'est également opposé au projet, à cause de l'exposition à l'ennemi. Le gouvernement annonce l'annulation du programme CORB, et tous les enfants qui se préparaient à partir reçoivent l'ordre de rentrer chez eux. Les efforts officiels d'évacuation des enfants s'arrêtent avec la fin du CORB, mais l'évacuation privée à grande échelle de 14 000 autres enfants se poursuit jusqu'en 1941.
Bleichrodt est jugé pour crimes de guerre liés au naufrage du City of Benares, après la guerre. Il nie avoir eu connaissance de la présence d'enfants et refuse de s'excuser du naufrage, déclarant que ses actions étaient dans les limites de la politique militaire. Des historiens soutiennent l'affirmation selon laquelle Bleichrodt n'était pas au courant de la présence d'enfants. Des membres de l'équipage du U-48, y compris l'opérateur radio, exprimeront leur choc et leurs regrets après avoir appris que le navire qu'ils avaient coulé transportait des enfants et réaffirmeront leur ignorance de la situation.
Le naufrage aurait inspiré l'actrice Hedy Lamarr à développer et breveter un système de radio avec un étalement de spectre comme moyen de détourner les torpilles. Le concept est aujourd'hui à la base du Wi-Fi, du Bluetooth et d'autres technologies de communication.